# Jirishanca
A Jirishanca (kecsua nyelvű nevének jelentése: „hókolibri”) Peru egyik leglátványosabb és legnehezebben megmászható hegycsúcsa. Magassága a Perui Nemzeti Földrajzi Intézet szerint 6094 méter, egy más leírás szerint 6019 méter.

## Elhelyezkedése
A hegy Peru középső részén, az Andokhoz tartozó Huayhuash-kordillera északi szélén, a Yerupajá északi szomszédságában emelkedik. A Jirishanca-együttes több csúcsból áll: a legmagasabb (6000 méter fölé nyúló) a déli, a Jirishanca Grande (vagy Jirishanca Sur), a második az északi csúcs (Jirishanca Norte, 5989 méteres), ezek mellett pedig a tömbjüktől elkülönülten álló Jirishanca Chico (5446 m) és annak mellékcsúcsa, a Jirishanca Chico Oeste (5270 m) alkotja.
Közigazgatásilag két megye határán emelkedik: a nyugati lejtők Ancash megye Bolognesi tartományának Pacllón körzetéhez tartoznak, a keletiek pedig Huánuco megye Lauricocha tartományának Queropalca körzetéhez. Nyugati oldalánál található a Jahuacocha és a Solterococha tó, keleten pedig a Carhuacocha és a Mitucocha.

## Története
A hegyről először az osztrák származású utazó, Hans Kinzl tett említést 1939-ben, méghozzá mint egy nagyon nehéz megmászhatóságú hegyről. Ő maga nem is mászott fel rá, sőt, egészen 1957-ig kellett várni arra, hogy valaki feljusson: ez év július 12-én a szintén osztrák Siegfried Jungmair és Toni Egger volt az, akinek sikerült elérnie a csúcsot, így a Jirishanca lett az utolsó 6000 méter feletti perui csúcs, ahova ember jutott fel. A hegymászók a csúcshódítás után kijelentették, hogy pályafutásuk alatt soha ennyi nehézséget nem győztek még le, mint most.
1954 novemberében a Trasportes Aéreos Militares Pucallpából Limába tartó kétmotoros repülőgépe a hegy délkeleti oldalának ütközött, 29 fős legénysége szörnyethalt.
2002-ben zona reservada státuszú természetvédelmi területté nyilvánították.

## Képek

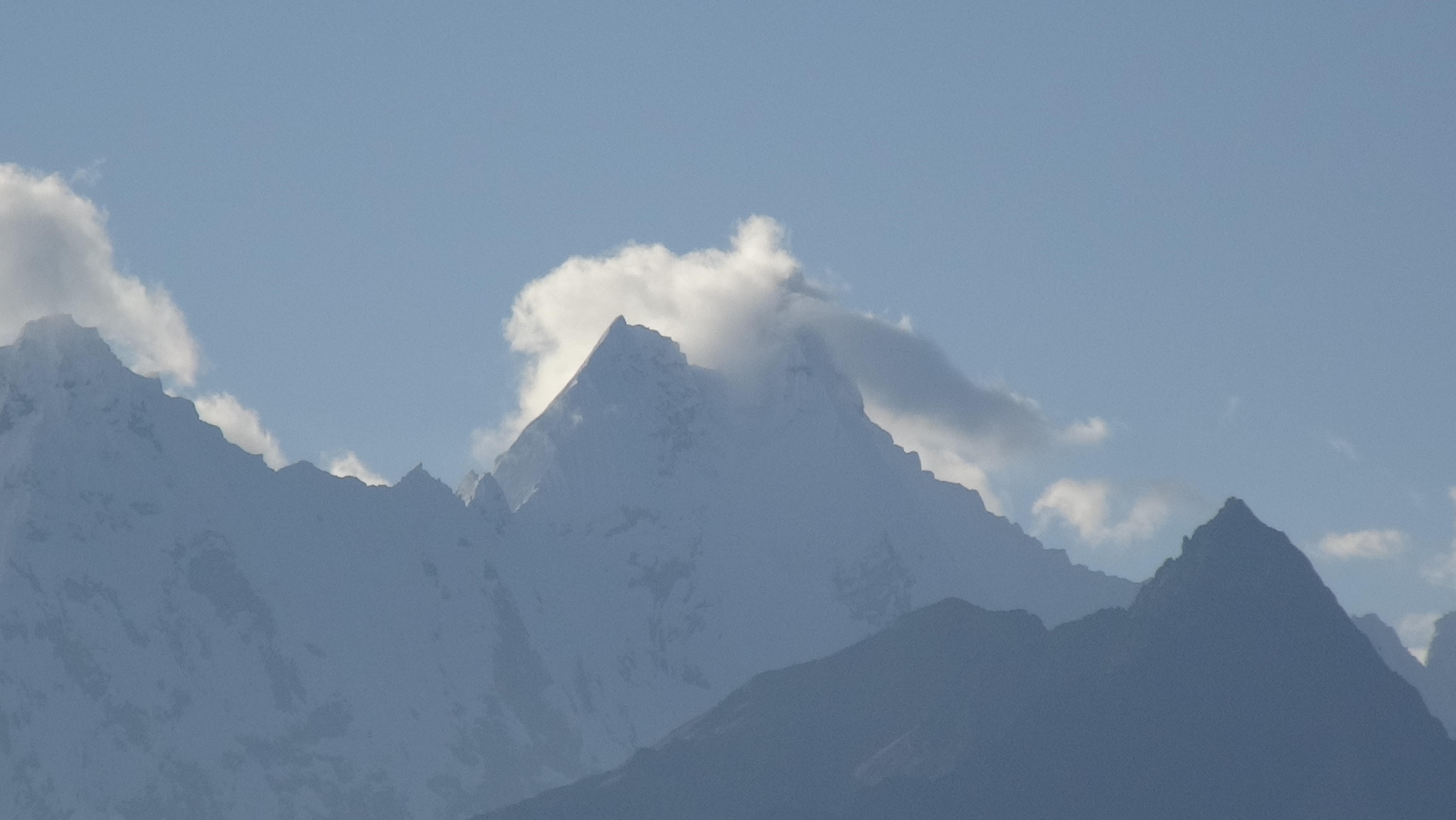
Távolabbról
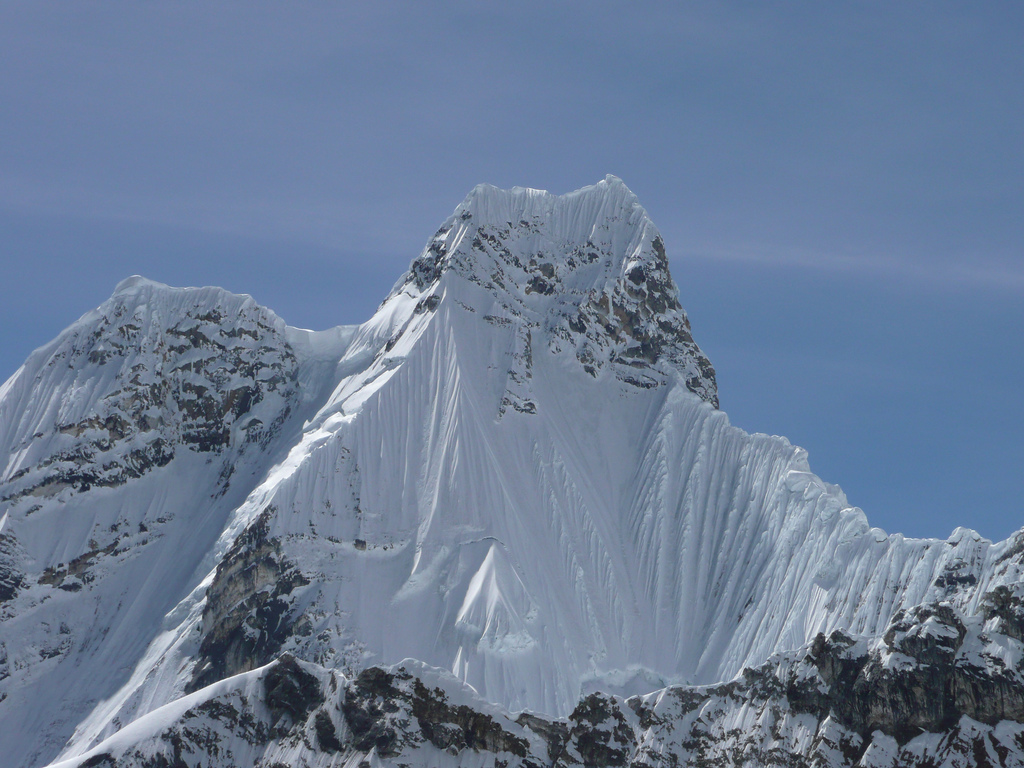
A csúcs
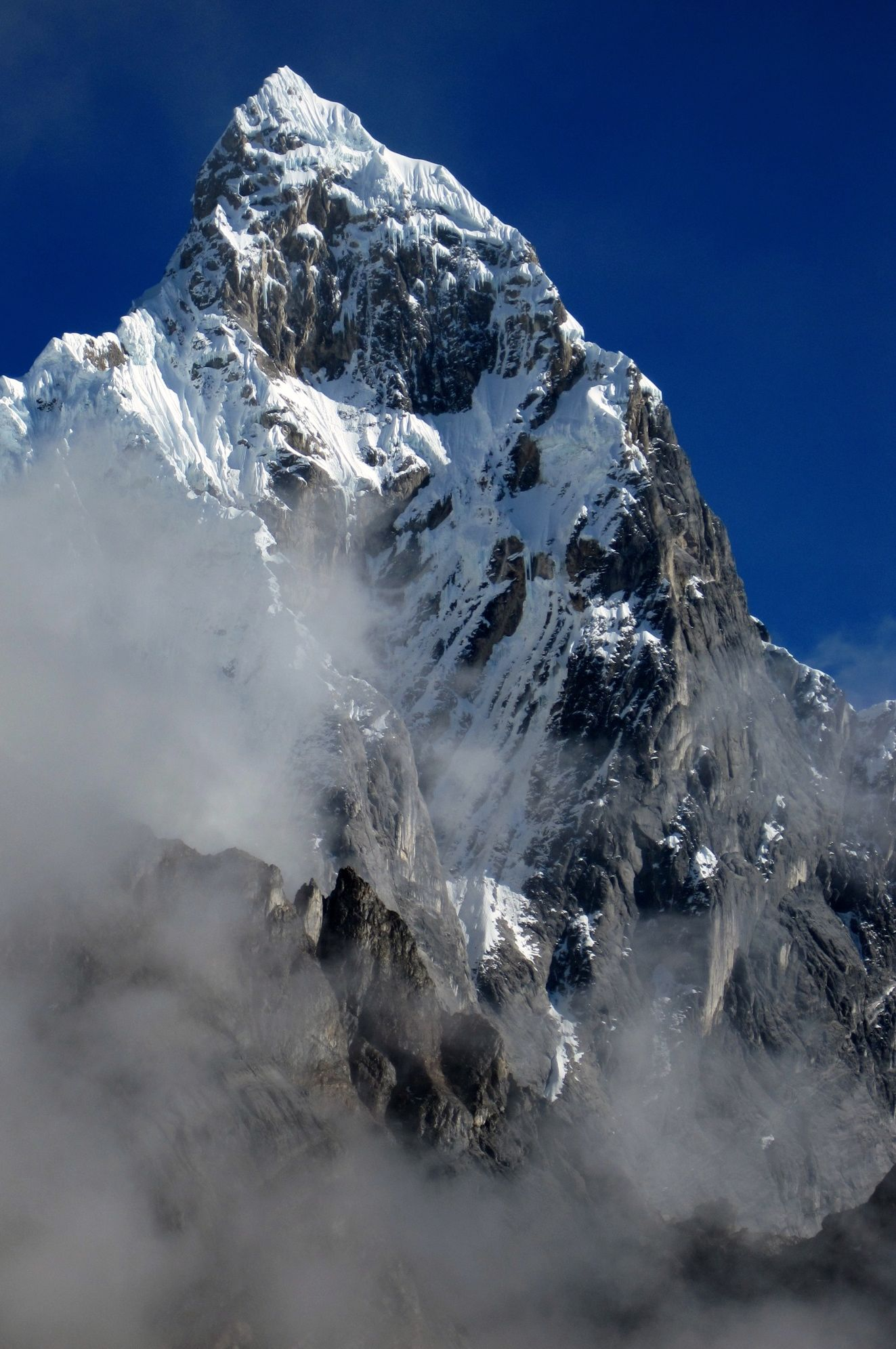
A délkeleti oldal
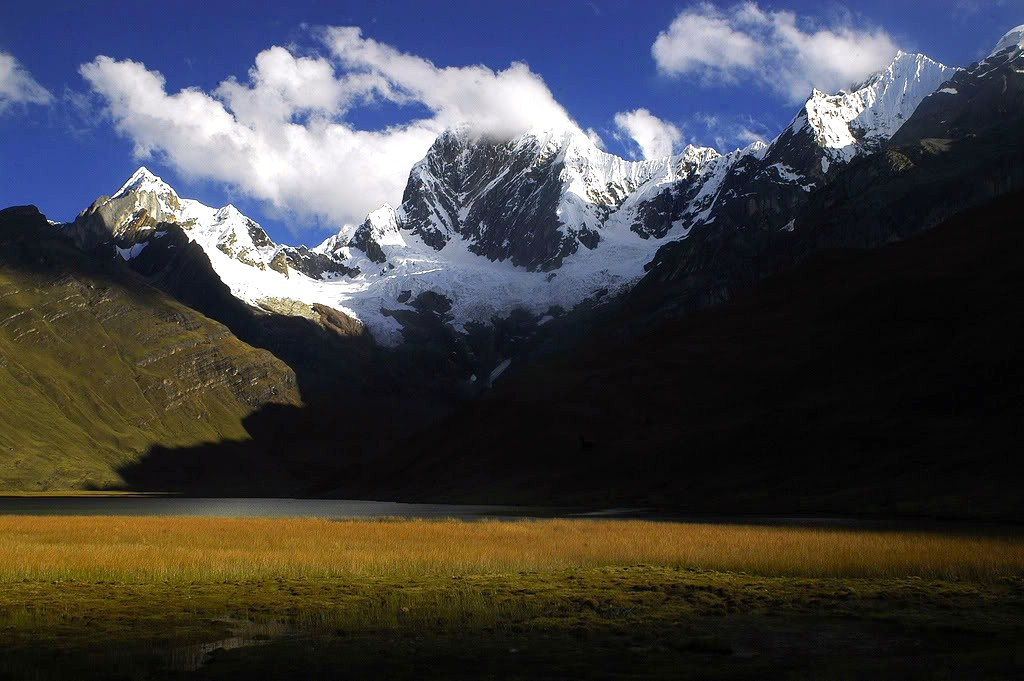
Környezete